# Inkclub
Inkclub, av företaget skrivet inkClub, är ett e-handelsföretag som grundades 2000 med syfte att sälja bläckpatroner och lasertonerkassetter i Sverige via Internet. I dag har Inkclub 5 miljoner kunder i 10 länder och företaget erbjuder numera förutom bläckpatroner och lasertoner även diverse förbrukningsprodukter till både hem och företag.

## Historia
Inkclub grundades år 2000 i Uppsala och är ett av Sveriges äldsta e-handelsföretag. I jakt på en ny produkt att sälja över nätet fastnade grundaren Lennart Nyberg för bläckpatroner, som lämpade sig väl för e-handel med sitt lätthanterbara format. Det blev grunden till Inkclub, som därefter växte snabbt och idag är Nordens största bläckförsäljare. 
Inkclub ägs av Lennart Nyberg sedan juni 2016.